# Ларино (Италия)
Ларино (итал. Larino) —  коммуна в Италии, располагается в регионе Молизе, в провинции Кампобассо.
Население составляет 8230 человек (2008 г.), плотность населения составляет 80 чел./км². Занимает площадь 88 км². Почтовый индекс — 86035. Телефонный код — 0874.
Покровителями населённого пункта считаются святые Примиан, Фирмиан и Каст, празднование 15 мая, а также святой Пардо.

## Демография
Динамика населения:

## Администрация коммуны
- Официальный сайт: http://www.comune.larino.cb.it/